# Wayne Arey
Pour les articles homonymes, voir Arey (homonymie).
Wayne Arey (1880–1937) est un acteur américain, actif pendant la période du muet. 

## Filmographie partielle
- 1915 : The Silent Co-Ed d'Arthur Ellery
- 1915 : A Maker of Guns de George Foster Platt
- 1915 : Mercy on a Crutch de Jack Harvey
- 1915 : P. Henry Jenkins and Mars d'Arthur Ellery
- 1915 : Outcasts of Society
- 1915 : The Mystery of Eagle's Cliff
- 1915 : The Has Been
- 1915 : The Long Arm of the Secret Service
- 1915 : Tillie, the Terrible Typist
- 1915 : The Conscience of Juror No. 10
- 1915 : The Mistake of Mammy Lou
- 1915 : The Valkyrie d'Eugene Nowland
- 1915 : An Innocent Traitor
- 1915 : The Necklace of Pearls
- 1916 : Outwitted d'Howard M. Mitchell
- 1916 : The Flight of the Duchess d'Eugene Nowland
- 1916 : The Whispered Word de William Parker
- 1916 : The Fifth Ace de William Parker
- 1916 : The Romance of the Hollow Tree
- 1916 : The Shine Girl de William Parke
- 1916 : Saint, Devil and Woman de Frederick Sullivan
- 1916 : The World and the Woman de Frank Lloyd & Eugene Moore (en)
- 1916 : King Lear d'Ernest C. Warde
- 1917 : Her Beloved Enemy d'Ernest C. Warde
- 1917 : Pots-and-Pans Peggy d'Eugene Moore
- 1917 : The Woman and the Beast d'Ernest C. Warde
- 1917 : Hinton's Double de Lloyd Lonergan (en) & Ernest C. Warde
- 1917 : The Unfortunate Marriage d'Ernest C. Warde
- 1917 : It Happened to Adele de Van Dyke Brooke
- 1917 : War and the Woman d'Ernest C. Warde